# 狩野芳崖

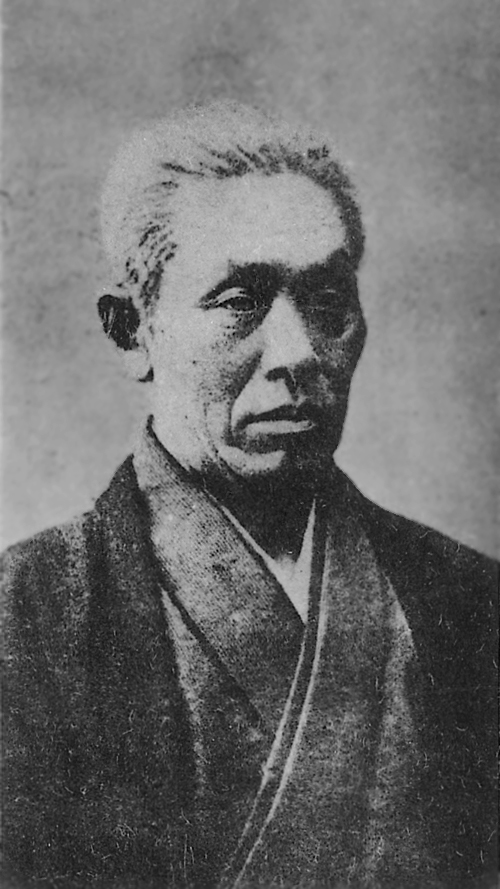
狩野芳崖

『悲母観音』(重要文化財)

狩野芳崖（1828年—1888年）是日本画家。出生於長府。主要作品『伏龍羅漢図』『仁王捉鬼』『山水図屏風』『不動明王図』『悲母観音像』等。

## 外部連結
- . kotobank （日语）.